# Lista över rektorer för Uppsala universitet

## Rektorslängd
Från och med år 1655 och fram till 1840 bestämdes att rector magnificus skulle väljas bland universitetets ordinarie professorer två gånger per år. Rektorerna satt således en termin i taget och det var vanligt att man innehade tjänsten som rektor flera gånger. Fram till mitten av 1700-talet var så gott som alla professorer rektor åtminstone vid ett tillfälle.

### 1477–1593
I riksrådets privilegiebrev 1477 titulerades universitetets chef "rektor" (rector collegii eller rector universitatis) och han tycks under den närmaste följande tiden ha valts för en viss tidsperiod, men inga detaljer är kända. I samband med Erik XIV:s och Johan III:s återupprättande av universitetet under 1500-talets senare hälft omnämns även en rector collegii.
- 1527–1530: Laurentius Petri Nericius
- 1571–1574: Laurentius Petri Gothus, utsågs av kungen 1571 och tycks ha varit rektor fram till sitt tillträde som ärkebiskop 1574. (Schück, sid. 4)

### 1593–1626
Från universitetets återupprättande 1593 fram utfärdandet av 1626 års statuter fanns inget regelverk som reglerade val av rektor, vilket skapade oklarhet och konflikter. (Schück, sid. 5–8)
- 1593–1597: Ericus Jacobi Skinnerus, tillsattes som rector collegii i det av hertig Karl och riksrådet den 1 augusti utfärdade brevet. Förblev "med all sannolikhet" rector perpetuus fram till sin död 1597. Därefter saknades för flera år någon fast ordning för hur rektor skulle utses. (Schück, sid. 4–5)
- 1599: Laurentius Paulinus Gothus,professor i logik, matematik, astronomi och teologi
- 1600: Jacobus Erici
- 1601: Laurentius Paulinus Gothus, se 1599
- 1602–1603: Johannes Olai Anthelius, professor i astronomi (från 25 februari 1602 tills universitetet upplöstes på grund av pesten)[1]
- 1604: Laurentius Paulinus Gothus, se 1599
- 1606: Elias Magnus Rhalambius
- 1607: Petrus Johannis Rudbeckius (prorektor), professor i vältalighet
- 1608–1609: Johannes Blanchovius (prorektor)[2]
- 1609: Petrus Johannis Rudbeckius, se 1607
- 1610–1611: Johannes Svenonis Raumannus, professor i matematik och teologi
- 1612: Johannes Rudbeckius, professor i hebreiska och dogmatik
- 1613: Johannes Canuti Lenaeus
- 1616: Martinus Stenius, professor i matematik
- 1617: Nicolaus Myliander
- 1618: Jonas Magni Wexionensis
- 1619 (vald 2 sept): Johannes Chesnecopherus, professor i medicin och fysik
- 1620–1621: Benedictus Petri Leuchovius, professor i teologi
- 1622: Johannes Lendo.
- 1622–1624: Laurentius Olai Wallius, professor i teologi
- 1624: Sveno Jonae Westrogothus

### 1626–1655
Enligt de 1626 utfärdade nya statuterna för universitetet, skulle rektor väljas två gånger per år. Dessutom fastställdes att rektoratet skulle växla mellan fakulteterna (i ordningen: Teologiska, Juridiska, Medicinska och Filosofiska fakulteterna) på ett sådant sätt att själva valet mest skulle bli en ren formalitet, om inte något särskilt skäl fanns att avvika från denna ordning.   (Schück, sid. 9)
För rektorerna 1626–1658 anges i anslutning till Schück rektorer efter datum eller år då de valdes.
- 1626 (vald  4 maj): Gustaf Oxenstierna (Axelsson), rector illustris
- 1627 (vald 13 jul): Benedictus Crusius, professor i svensk rätt
- 1627 (vald 27 nov): Johannes Chesnecopherus, se 1619
- 1628 (vald 12 maj): Martinus Stenius, professor i astronomi
- 1628 (vald 23 nov): Jonas Magni Wexionensis, professor i teologi
- 1629 (vald 15 maj): Johan Raicus, professor i medicin
- 1629 (vald 12 nov): Martinus Gestrinius, professor i matematik
- 1630 (vald 11 maj): Olaus Laurelius, professor i teologi
- 1630 (vald 11 nov): Johannes Franck, professor i kemi
- 1631 (vald 12 maj): Johannes Laurentii Stalenus, professor i teologi
- 1631 (vald 15 maj): Johannes Loccenius, professor i romersk rätt och professor skytteanus
- 1632 (vald 15 maj): Martinus Olai Nycopensis, professor i matematik och astronomi
- 1632 (vald 14 maj): Israel Bringius, professor i juridik
- 1633 (vald 14 maj): Laurentius Wallius, se 1622
- 1633 (vald 11 nov): Johannes Lenaeus, professor i grekiska och hebreiska
- 1634 (vald 13 maj): Gabriel Gabrielsson Oxenstierna af Croneborg, rector illustris
- 1635: Jonas Magni, se 1628
- 1636 (vald 17 maj): Johannes Loccenius, se 1631
- 1636 (vald 10 nov): Johannes Franck, se 1630
- 1637 (vald 11 maj): Sveno Jonae, professor i österländska språk
- 1637 (vald 14 jan): Olaus Laurelius, se 1630
- 1638: Martinus Gestrinius, se 1629
- 1638 (vald 24 okt): Johannes Stalenus, se 1631
- 1639: Martinus Nycopensis se 1632
- 1639: Magnus Gabriel de la Gardie, rector illustris
- 1640: Laurentius Stigzelius, professor i teologi
- 1640: Laurentius Fornelius (Lars Fornelius), teologie professor
- 1641: Ericus Brunnius, professor i historia
- 1641: Johannes Lenaeus, se 1633
- 1642: Daniel Sidenius, professor i juridik
- 1642–1643: Johannes Franck, se 1636 [3]
- 1643: Martinus Gestrinius, se 1629
- 1643: Bengt Gabrielsson Oxenstierna, rector illustris
- 1644: Bengt Gabrielsson Oxenstierna, se föregående år
- 1644: Martinus Olai Nycopensis, se 1632.
- 1645: Laurentius Stigzelius, se 1640.
- 1645: Israel Bringius, se 1632.
- 1646: Ericus Brunnius, se 1641.
- 1646: Lars Fornelius, se 1640.
- 1647: Olaus Unonius
- 1647: Henricus Ausius, professor i grekiska
- 1648: Isak Isthmenius, professor i fysik
- 1648: Johannes Laurbergius, professor i österländska språk
- 1649: Zacharias Humerus
- 1649: Laurentius Stigzelius (vald i nov.), se 1640.
- 1650: Laurentius Stigzelius (omvald i maj), se 1640.
- 1650: Daniel Sidenius (vald i nov.), se 1642.
- 1651: Martinus Nycopensis, se 1632
- 1651: Johannes Terserus, professor i teologi
- 1652: Israel Bringius, se 1632
- 1652: Olaus Stenius, professor i praktisk medicin
- 1653: Henricus Ausius, se 1647
- 1653: Petrus Schomerus
- 1654: Sveno Bröms, professor i praktisk medicin
- 1654: Olaus Unonius, se 1647
- 1655: Carolus Lithman, professor i teologi
- 1655: Isacus Istmenius, se 1648

### 1656–1700
Ovannämnda Isacus Istmenius valdes i november 1655 för vårterminen 1656. Schück listar härefter "de som valts vid jultiden till nästa år":
- 1656, ht: Ericus Odhelius, professor i teologi, vald för höstterminen
- 1657, vt: Johannes Laurbergius, se 1648
- 1657, ht: Petrus Ljung, professor i praktisk filosofi
- 1658, vt: Johannes Jacobi Bureus, professor i matematik och astronomi
- 1658, ht: Johannes Schefferus, professor skytteanus
- 1659, vt: Jonas Sundelius
- 1659, ht: Laurentius Stigzelius, se 1640
- 1660, vt: Daniel Sidenius, se 1642
- 1660, ht: Olaus Unonius, se 1647
- 1661, vt: Carolus Lithman, se 1655
- 1661, ht: Israel Bringius, se 1632
- 1662, vt: Olof Rudbeck d.ä., professor i medicin
- 1662, ht: Olof Rudbeck d.ä., se föregående
- 1663, vt: Christian Ravius, professor i österländska språk
- 1663, ht: Jordanus Edenius, professor i teologi
- 1664, vt: Johannes Schefferus, se 1658
- 1664, ht: Petrus Hoffvenius, professor i medicin
- 1665, vt: Petrus Ljung, se 1657
- 1665, ht: Petrus Johannis Rudbeckius, professor i teologi
- 1666, vt: Gustaf Adolf De la Gardie, rector illustris
- 1666, ht: Martinus Brunnerus, professor i teologi
- 1667, vt: Petrus Fontelius, professor i matematik
- 1667, ht: Jonas Fornelius, professor i astronomi
- 1668, vt: Laurentius Stigzelius, se 1640.
- 1668, ht: Olaus Åkerman, professor i romersk rätt
- 1669, vt: Olof Rudbeck d.ä., se 1662
- 1669, ht: Petrus Ljung, se 1657
- 1670, vt: Carolus Lithman, se 1655
- 1670, ht: Axel Eriksson Oxenstierna, rector illustris
- 1671, vt: Axel Eriksson Oxenstierna, rector illustris, se föregående
- 1671, ht: Olaus Verelius, professor i fäderneslandets antikviteter
- 1672, vt: Petrus Rudbeckius, se 1665
- 1672, ht: Johannes Gartman, professor i romersk rätt
- 1673, vt: Samuel Skunck, professor i teologi
- 1673, ht: Martinus Brunnerus, se 1666
- 1674, vt: Jonas Fornelius, se 1667
- 1674, ht: Ericus Benzelius, professor i historia och moralfilosofi
- 1675, vt: Magnus Nicolai Celsius, professor i astronomi
- 1675, ht: Petrus Aurivillius, professor i filosofi, grekiska och teologi
- 1676, vt: Claudius Arrhenius (Örnhielm), professor i historia
- 1676, ht: Andreas Norcopensis, professor i vältalighet
- 1677, vt: Johannes Columbus, professor i poesi
- 1677, ht: Andreas Grubb, professor i orientaliska språk
- 1678, vt: Mathias Steuchius, professor i logik och metafysik
- 1678, ht: Petrus Rudbeckius, se 1665
- 1679, vt: Johannes Gartman, se 1672
- 1679, ht: Olof Rudbeck d.ä., se 1662
- 1680, vt: Olaus Verelius, se 1671
- 1680, ht: Ericus Benzelius, se 1674
- 1681, vt: Carl Lundius, professor i romersk rätt
- 1681, ht: Petrus Hoffvenius, se 1664
- 1682, vt: Claudius Arrhenius, se 1676
- 1682, ht: Petrus Holm, professor i teologi
- 1683, vt: Andreas Norcopensis, se 1676
- 1683, ht: Samuel Skunck, se 1673
- 1684, vt: Andreas Spole, professor i astronomi
- 1684, ht: Henrik Schütz, professor i teologi
- 1685, vt: Nicolaus Wolff (Stiernberg), professor i moralfilosofi
- 1685, ht: Julius Micrander, professor i grekiska och teologi
- 1686, vt: Johannes Bilberg, professor i matematik
- 1686, ht: Gustaf Lillieblad, professor i orientaliska språk
- 1687, vt: Elias Obrecht, professor skytteanus
- 1687, ht: Petrus Lagerlöf, professor i logik och poesi
- 1688, vt: Laurentius Norrmannus, professor i hebreiska och grekiska
- 1688, ht: Petrus Rudbeck, se 1665
- 1689, vt: Carolus Lundius, se 1681
- 1689, ht: Andreas Drossander, professor i medicin
- 1690    Carl Casper Wrede, rector illustris
- 1691, vt: Ericus Aurivillius, professor i romersk rätt
- 1691, ht: Jakob Arrhenius, professor i historia
- 1692, vt: Julius Micrander, se 1685
- 1692, ht: Gustaf Lillieblad, se 1686
- 1693, vt: Jesper Swedberg, professor i teologi
- 1693, ht: Elias Obrecht, se 1687
- 1694, vt: Ericus Liung, professor
- 1694, ht: Petrus Lagerlöf, se 1687
- 1695, vt: Laurentius Norrmannus, se 1688
- 1695, ht: Hemming Forelius, professor i latinsk poetik
- 1696, vt: Olof Gyllenborg, rector illustris
- 1696, ht: Johan Schwede, professor i statsvetenskap och moralfilosofi
- 1697, vt: Harald Vallerius, professor i matematik
- 1697, ht: Jesper Swedberg, se 1693
- 1698, vt: Carolus Lundius, se 1681
- 1698, ht: – 1699, vt: Carl Gyllenborg, rector illustris
- 1699, ht: Ericus Liung, se 1694

### 1700–1799
- 1700, vt: Ericus Aurivillius, se 1691
- 1700, ht: Jakob Arrhenius, se 1691
- 1701, vt: Laurentius Norrmannus, se 1688
- 1701, ht: Hemming Forelius, se 1695
- 1702, vt: Daniel Djurberg, professor i teologi
- 1702, ht: Andreas Goeding, professor i logik och metafysik
- 1703, vt: Harald Vallerius, se 1697
- 1703, ht: Johan Esberg, professor i teologi och grekiska
- 1704, vt: Johan Upmarck, professor skytteanus
- 1704, ht: Johan Arendt Bellman, professor i romersk vältalighet och poesi
- 1705, vt: Petrus Elvius, professor i matematik
- 1705, ht: Laurentius Molin, professor i teologi
- 1706, vt: Daniel Djurberg, se 1702
- 1706, ht: Johan Palmroot, professor i teologi och österländska språk
- 1707, vt: Johan Esberg, se 1703
- 1707, ht: Carl Lundius, se 1681
- 1708, vt: Olof Rudbeck d.y., professor i medicin
- 1708, ht: Johannes Reftelius, professor i romersk rätt
- 1709, vt: Lars Roberg, professor i praktisk och teoretisk medicin
- 1709, ht: Jakob Arrhenius, se 1691
- 1710, vt: Harald Vallerius, se 1697
- 1710, ht: Johan Upmarck, se 1704
- 1711, vt: Petrus Elvius, se 1705
- 1711, ht: Olof Celsius d.ä., professor i orientaliska språk
- 1712, vt: Daniel Lundius, professor i teologi och österländska språk
- 1712, ht: Fabian Törner, professor i filosofi
- 1713, vt: Johan Steuchius, professor i logik och metafysik och teologi
- 1713, ht: Petrus Schyllberg, professor i latinsk poetik och teologi
- 1714, vt: Laurentius Molin, se 1705
- 1714, ht: Daniel Lundius, se 1712
- 1715, vt: Olof Rudbeck d.y., se 1708
- 1715, ht: Johan Upmarck, se 1704
- 1716, vt: Daniel Djurberg, se 1702
- 1716, ht: Johannes Reftelius, se 1708
- 1717, vt: Lars Roberg, se 1709
- 1717, ht: Petrus Elvius, se 1705
- 1718, vt: Johan Palmroot, se 1706
- 1718, ht: Olof Celsius d.ä., se 1711
- 1719, vt: Daniel Lundius, se 1712
- 1719, ht: Fabian Törner, se 1712
- 1720, vt: Israel Nesselius, professor i grekisk litteratur
- 1720, ht: Johan Steuchius, se 1713
- 1721, vt: Petrus Schyllberg, se 1713
- 1721, ht: Johan Hermansson, professor skytteanus
- 1721, ht: Laurentius Arrhenius, professor i historia
- 1722, vt: Laurentius Arrhenius, se 1721
- 1722, ht: Anders Grönwall, professor i moralfilosofi och statsvetenskap
- 1723, vt: Laurentius Molin, se 1705
- 1723, ht: Johannes Reftelius, se 1708
- 1724, vt: Olof Rudbeck d.y., se 1708
- 1724, ht: Olof Celsius d.ä., se 1711
- 1725, vt: Daniel Djurberg, se 1702
- 1725, ht: Johan Malmström
- 1726, vt: Lars Roberg, se 1709
- 1726, ht: Fabian Törner, se 1712
- 1727, vt: Daniel Lundius, se 1712
- 1727, ht: Israel Nesselius, se 1720
- 1728, vt: Petrus Schyllberg, se 1713
- 1728, ht: Johan Hermansson, se 1721
- 1729, vt: Laurentius Arrhenius, se 1721
- 1729, ht: Anders Grönwall, se 1722
- 1730, vt: Eric Alstrin, professor i logik och metafysik
- 1730, ht: Olof Celsius d.ä., se 1711
- 1731, vt: Johannes Reftelius, se 1708
- 1731, ht: Henning Adolf Gyllenborg, rector illustris
- 1732, vt: Israel Nesselius, se 1720
- 1732, ht: Erik Melander, professor i teologi
- 1733, vt: Jacob Wallrave
- 1733, ht: Lars Roberg,se 1709
- 1734, vt: Anders Grönwall, se 1722
- 1734, ht: Petrus Schyllberg, se 1713
- 1735, vt: Johan Hermansson, se 1721
- 1735, ht: Georg Wallin, professor i teologi
- 1736, vt: Elias Frondin, professor i historia
- 1736, ht: Anders Boberg, professor i österländska språk
- 1737, vt: Samuel Klingenstierna, professor i matematik och fysik
- 1737, ht: Olof Celsius d.ä., se 1711
- 1738, vt: Johan Reftelius, se 1708
- 1738, ht: Olof Celsius d.ä., se 1711
- 1739, vt: Anders Celsius, professor i astronomi
- 1739, ht: Anders Grönwall, se 1722
- 1740, vt: Erik Melander, se 1732
- 1740, ht: Elias Frondin, se 1736
- 1741, vt: Matthias Asp, professor i poesi och eloq.
- 1741, ht: Anders Boberg, se 1736
- 1742, vt: Andreas Winbom
- 1742, ht: Samuel Klingenstierna, se 1737
- 1743, vt: Magnus Beronius, professor i poesi och teologi
- 1743, ht: Anders Celsius, se 1739
- 1744, vt: Petrus Ullén, professor i filosofi och teologi
- 1744, ht: Gabriel Mathesius, professor i grekiska
- 1745, vt: Petrus Ekerman, Professor i vältalighet
- 1745, ht: Johan Ihre, professor skytteanus
- 1746, vt: Olof Celsius d.ä., se 1711
- 1746, ht: Lars Hydrén den äldre, professor i poesi
- 1747, vt: Daniel Solander, professor i inhemsk och romersk rätt
- 1747, ht: Nils Rosén von Rosenstein, professor i medicin
- 1748, vt: Anders Berch, professor i nationalekonomi
- 1748, ht: Matthias Asp, se 1741
- 1749, vt: Anders Berch, se 1748
- 1749, ht: Samuel Klingenstierna, se 1737
- 1750, vt: Carl von Linné, professor i botanik
- 1750, ht: Engelbert Halenius, professor i teologi
- 1751, vt: Johan Eric Fick, professor i juridik
- 1751, ht: Petrus Ekerman, professor i vältalighet och poetik
- 1752, vt: Gabriel Mathesius, se 1744
- 1752, ht: Lars Hydrén den äldre, se 1746
- 1753, vt: Lars Benzelstierna, professor i grekiska och teologi
- 1753, ht: Mårten Strömer, professor i astronomi
- 1754, vt: Johan Ihre, se 1745
- 1754, ht: Nils Wallerius, professor i logik och metafysik
- 1755, vt: Johan Amnell, professor i grekiska litteraturen och teologi
- 1755, ht: Laurentius Dahlman, professor i etik och statsvetenskap
- 1756, vt: Johan Gottschalk Wallerius, professor i kemi, metallurgi och farmakologi
- 1756, ht: Jonas Meldercreutz, professor i matematik
- 1757, vt: Carl Fredrik Georgii, professor i historia
- 1757, ht: Carl Aurivillius, professor i poetik och österländska språk
- 1758, vt: Carl Asp, professor i filosofi
- 1758, ht: Matthias Asp, Se 1741
- 1759, vt: Daniel Solander, se 1747
- 1759, ht: Carl von Linné, se 1750
- 1760, vt: Petrus Ekerman, se 1751
- 1760, ht: Gabriel Mathesius, se 1744
- 1761, vt: Anders Berch, se 1748
- 1761, ht: Samuel Aurivillius, professor i medicin och anatomi
- 1762, vt: Johan Ihre, se 1745
- 1762, ht: Laurentius Dahlman, se 1755
- 1763, vt: Lars Hydrén den äldre, se 1746
- 1763, ht: Nils Wallerius, se 1754 professor i teologi
- 1764, vt: Niclas Risell, professor i juridik
- 1764, ht: Christoffer Clewberg, professor i teologi
- 1765, vt: Christoffer Clewberg, se 1764
- 1765, ht: Jonas Meldercreutz, se 1756
- 1766, vt: Carl Fredrik Georgii, se 1757
- 1766, ht: Carl Aurivillius, se 1757
- 1767, vt: Johan Amnell, se 1755
- 1767, ht: Carl Asp, Se 1758
- 1768, vt: Samuel Duraeus, professor i fysik
- 1768, ht: Johan Låstbom, professor i ekonomi
- 1769, vt: Eric Hesselgren, professor i orentaliska språk och teologi
- 1769, ht: Daniel Melander, professor i astronomi
- 1770, vt: Johan Floderus, professor i grekiska
- 1770, ht: Johan Peter Sleincour, professor i teologi
- 1771, vt: Thorbern Bergman, professor i kemi, metallurgi och farmakologi
- 1771, ht: Johan Amnell, se 1755
- 1772, vt: Daniel Solander, se 1747
- 1772, ht: Carl von Linné, se 1750
- 1773, vt: Petrus Ekerman, se 1751
- 1773, ht: Christoffer Clewberg, se 1764
- 1774, vt: Jonas Sidrén, professor i anatomi och medicin
- 1774, ht: Johan Ihre, se 1745
- 1775, vt: Eric Kinmark, professor i teologi
- 1775, ht: Carl Fredrik Georgii, se 1757
- 1776, vt: Eric Hesselgren, se 1769
- 1776, ht: Carl Aurivillius, se 1757
- 1777, vt: Samuel Duraeus, se 1768
- 1777, ht: Johan Låstbom, se 1768
- 1778, vt: Daniel Melanderhielm, se 1769
- 1778, ht: Johan Floderus, se 1770
- 1779, vt: Johan Peter Sleincour, professor i etik och statsvetenskap
- 1779, ht: Thorbern Bergman, se 1771
- 1780, vt: Per Niklas Christiernin, professor i filosofi
- 1780, ht: Per Svedelius, professor i vältalighet och poetik
- 1781, vt: Fredrik Mallet, professor i matematik
- 1781, ht: Johan Amnell, se 1755
- 1782, vt: Jonas Sidrén, se 1774
- 1782, ht: Samuel Duraeus, se 1768
- 1783, vt: Eric Kinmark, se 1775
- 1783, ht: Adolph Murray, professor i anatomi och kemi
- 1784, vt: Johan Låstbom, se 1768
- 1784, ht: Erik Hydrén, professor i teologi
- 1785, vt: Anders Hernbergh
- 1785, ht: Carl Peter Thunberg, professor i botanik
- 1786, vt: Daniel Melanderhjelm, se 1769
- 1786, ht: Per Niklas Christiernin, se 1780
- 1786, ht: Carl Peter Thunberg, se 1785
- 1787, vt: Per Svedelius, se 1780
- 1787, ht: Fredrik Mallet, se 1781
- 1788, vt: Eric Michael Fant, professor i historia
- 1788, ht: Jacob Fredrik Neikter. professor skytteanus
- 1789, vt: Daniel Boëthius, professor i praktisk filosofi
- 1789, ht: Johan Afzelius, professor i kemi
- 1790, vt: Pehr Fabian Aurivillius, professor i vitterhet
- 1790, ht: Zacharias Nordmark, professor i fysik
- 1791, vt: Johan Adam Tingstadius, professor i österländska språk
- 1791, ht: Emanuel Ekman, professor i ekonomi
- 1792, vt: Christopher Dahl, professor i grekiska språket
- 1792, ht: Johan Låstbom, se 1768
- 1793, vt: Gustaf Flygare, professor i juridik
- 1793, ht: Adolph Murray, se 1783
- 1794, vt: Eric Kinmark, se 1775 (avled kort efter tillträdet)
- 1794, vt: Eric Jonas Almquist, professor i dogmatik
- 1794, ht: Andreas Lundström, professor i inhemsk och romersk rätt
- 1795, vt: Carl Peter Thunberg, se 1785
- 1795, ht: Per Niklas Christiernin, se 1780
- 1796, vt: Johan Gustaf Acrel, professor i praktisk medicin
- 1796, ht: Per Svedelius, se 1780
- 1797, vt: Eric Michael Fant, se 1788
- 1797, ht: Jacob Fredrik Neikter, se 1788
- 1798, vt: Daniel Boëthius, se 1789
- 1798, ht: Johan Afzelius, Se 1789
- 1799, vt: Pehr Fabian Aurivillius, se 1790
- 1799, ht: Zacharias Nordmark, se 1790

### 1800–1840
- 1800, vt: Johan Adam Tingstadius, se 1791
- 1800, ht: Emanuel Ekman, se 1791
- 1801, vt: Christopher Dahl, se 1792
- 1801, ht: Nils Landerbeck, professor i matematik
- 1802, vt: Erik Götlin, professor i numismatik, latin och vältalighet
- 1802, ht: Lars Regnér, professor i astronomi
- 1803, vt: Per Högmark, professor i teoretisk filosofi
- 1803, ht: Johan Winbom, förste teologie professor och domprost
- 1804, vt: Gustaf Flygare, se 1793
- 1804, ht: Carl Peter Thunberg, se 1785
- 1805, vt: Erik Michael Fant, se 1788
- 1805, ht: Petrus Afzelius, professor i teoretisk och praktisk medicin
- 1806, vt: Daniel Boëthius, se 1798
- 1806, ht: Johan Afzelius, Se 1789
- 1807, vt: Pehr Fabian Aurivillius, se 1790
- 1807, ht: Zacharias Nordmark, se 1790
- 1808, vt: Christopher Dahl, se 1792
- 1808, ht: Nils Landerbeck, se 1801
- 1809, vt: Erik Götlin, se 1802
- 1809, ht: Lars Regnér, se 1802
- 1810, vt: Samuel Liljeblad, borgströmiansk professor i praktisk ekonomi
- 1810, ht: Anders Svanborg, professor i österländska språk
- 1811, vt: Olof Kolmodin d. y., skytteansk professor
- 1811, ht: Benjamin Höijer, professor i teoretisk filosofi
- 1812, vt: Jöns Svanberg, professor i matematik
- 1812, ht: Nils Fredrik Biberg, professor i praktisk filosofi
- 1813, ht: Johan Winbom, se 1803
- 1813, vt: Johan Daniel Drissel, professor i juridik
- 1814, vt: Carl Peter Thunberg, se 1785
- 1814, ht: Erik Michael Fant, se 1788
- 1815, vt: Anders Hultén, professor i dogmatik och moralteologi
- 1815, ht: Lars Georg Rabenius, jurisprudentiæ, oeconomiæ et commerciorum professor
- 1816, vt: Per von Afzelius, se 1805
- 1816, ht: Pehr Fabian Aurivillius, se 1790
- 1817, vt: Sven Lundblad, förste teologie professor och domprost
- 1817, ht: Jacob Åkerman, professor i anatomi och kirurgi
- 1818, vt: Olof Kolmodin, se 1811
- 1818, ht: Gustaf Knös, professor i orientaliska språk
- 1819, vt: Nils Fredrik Biberg, se 1812
- 1819, ht: Jöns Svanberg, se 1812
- 1820, vt: Johan Bredman, professor i astronomi
- 1820, ht: Carl Johan Lundvall, eloquent. et poëseos professor
- 1821, vt: Samuel Grubbe, professor i logik och metafysik
- 1821, ht: Josef Otto Höijer, professor i grekiska
- 1822, vt: Erik Gustaf Geijer, professor i historia
- 1822, ht: Johan Winbom, se 1813
- 1823, vt: Lars Georg Rabenius, se 1815
- 1823, ht: Jacob Åkerman, se 1817
- 1824, vt: Olof Kolmodin, se 1811
- 1824, ht: Andreas Hultén, se 1815
- 1825, vt: Sven Themptander, professor i juridik
- 1825, ht: Gustaf Knös, se 1818
- 1826, vt: Sven Lundblad, professor i teologi
- 1826, ht: Jöns Svanberg, se 1812
- 1827, vt: Johan Bredman, se 1820
- 1827, ht: Carl Johan Lundvall, se 1820
- 1828, vt: Josef Otto Höijer, se 1821
- 1828, ht: Samuel Grubbe, se 1821
- 1829, vt: Nils Jacob Sillén, professor i ekonomi
- 1829, ht: Lars Peter Walmstedt, professor i kemi
- 1830, vt: Lars Georg Rabenius, se 1815
- 1830, ht: Erik Gustaf Geijer, se 1822
- 1831, vt: Petrus Sjöbring, professor i orientaliska språk
- 1831, ht: Georg Wahlenberg, professor i medicin och botanik,
- 1832, vt: Olof Kolmodin, se 1811
- 1832, ht: Christian Erik Fahlcrantz, professor i teologi
- 1833, vt: Jacob Edvard Boëthius, professor i juridik
- 1833, ht: Henrik Wilhelm Romanson, professor i anatomi och kirurgi
- 1834, vt: Jöns Svanberg, se 1812
- 1834, ht: Johan Thorsander, professor i teologi
- 1835, vt: Israel Hwasser, professor i teoretisk och praktisk medicin
- 1835, ht: Johan Bredman, se 1820
- 1836, vt: Samuel Grubbe, se 1821
- 1836, ht: Erik Gustaf Geijer , se 1822
- 1837, vt: Lars Peter Walmstedt, se 1829
- 1837, ht: Per Daniel Amadeus Atterbom, professor i teoretisk filosofi
- 1838, vt: Petrus Sjöbring, se 1831
- 1838, ht: Johan Henrik Schröder, professor i arkeologi och litteraturhistoria
- 1839, vt: Adolf Törneros, professor i estetik. Törneros dog några veckor efter att han blivit utnämnd till rektor.
- 1839, vt: Elias Fries, professor i botanik och praktisk ekonomi
- 1839, ht: Wilhelm Fredrik Palmblad, professor i grekiska
- 1840, vt: Erik August Schröder, professor i teoretisk filosofi

### 1840–1876
Från 1840 till 1876 satt rektorerna ett helt år.
- 1840–1841: Johan Thorsander, se 1834
- 1841–1842: Jacob Edvard Boëthius, professor i juridik
- 1842–1843: Göran Wahlenberg, se 1831
- 1843–1844: Erik Gustaf Geijer, se 1822
- 1844–1845: Christian Erik Fahlcrantz, se 1832
- 1845–1846: Israel Hwasser, professor i medicin
- 1846–1847: Per Daniel Amadeus Atterbom, se 1837
- 1847–1848: Anders Erik Knös, professor i teologi
- 1848–1849: Johan Christofer Lindblad, professor i juridik
- 1849–1850: Carl Henrik Bergstrand, professor i kirurgi och obstetrik (dog 8 maj 1850)
- 1850–1851: Johan Henrik Schröder, se 1838
- 1851–1852: Lars Anton Anjou, professor i teologi
- 1852–1853: Per Erik Bergfalk, professor i juridik
- 1853–1854: Elias Fries, se 1839
- 1854–1855: Christopher Jacob Boström, professor i praktisk filosofi
- 1855–1856: Carl Johan Malmsten, professor i matematik
- 1856–1857: Olof Wingqvist, professor skytteanus
- 1857–1858: Fredrik Emil Sundevall, professor i anatomi, fysiologi och medicinallagfarenhet
- 1858–1859: Sigurd Ribbing, professor i teoretisk filosofi
- 1859–1860: Anders Fredrik Beckman, förste teologie professor och domprost
- 1860–1861: Fredrik Ferdinand Carlson, professor i historia
- 1861–1862: Knut Olivecrona, professor i juridik
- 1862–1863: Lars Fredrik Svanberg, professor i allmän teoretisk kemi
- 1863–1864: Carl Axel Torén, förste teologie professor och domprost
- 1864–1865: Wilhelm Lilljeborg, professor i zoologi
- 1865–1866: Johan Spongberg, professor i grekiska språket och litteraturen
- 1866–1867: Jonas Fredrik Hesse, professor i österländska språk
- 1867–1868: Olof Matthias Theodor Rabenius, professor i nationalekonomi och närings-, finans- och politirätt
- 1868–1869: Wilhelm Erik Svedelius, professor skytteanus, professor i historia
- 1869–1870: Carl Benedict Mesterton, professor i kirurgi och obstetrik
- 1870–1871: Anders Jonas Ångström, professor i fysik
- 1871–1872: Per Hedenius, professor i allmän patologi
- 1872–1873: Lars Edvard Walmstedt, professor i mineralogi och geologi
- 1873–1874: August Teodor Almén, professor i medicinsk och fysiologisk kemi
- 1874–1875: Carl Alfred Cornelius, kalseniansk professor i teologiska prenotioner och kyrkohistoria
- 1875–1876: Herman Ludvig Rydin, professor i svensk statsrätt, kyrkorätt, krigslagfarenhet och folkrätt

### Sedan 1876
- 1876–1889: Carl Yngve Sahlin, professor i praktisk filosofi
- 1889–1893: Per Hedenius, se 1871–1872
- 1893–1899: Thore M. Fries, professor i botanik
- 1899–1900: Oscar Alin, professor Skytteanus
- 1901–1905: Olof Hammarsten, professor i medicinsk och fysiologisk kemi
- 1905–1918: Henrik Schück, professor i litteraturhistoria
- 1918–1929: Ludvig Stavenow, professor i historia
- 1929–1932: Östen Undén, professor i civilrätt
- 1932–1933: Otto Lagercrantz, professor i grekiska språket och litteraturen
- 1933–1943: Thore Engströmer, professor i processrätt
- 1943–1947: Nils von Hofsten, professor i anatomi, senare zoologi
- 1947–1952: Fredrik Berg, professor i oftalmiatrik
- 1952–1955: Åke Holmbäck, professor i spec. privaträtt, senare civilrätt
- 1955–1978: Torgny T:son Segerstedt, professor i sociologi
- 1978–1989: Martin H:son Holmdahl, professor i anestesiologi
- 1989–1997: Stig Strömholm, professor i civilrätt
- 1997–2006: Bo Sundqvist, professor i jonfysik
- 2006–2011: Anders Hallberg, professor i läkemedelskemi
- 2012–2020: Eva Åkesson, professor i kemisk fysik
- 2021-: Anders Hagfeldt, professor i fysikalisk kemi